# Kastell Seckmauern

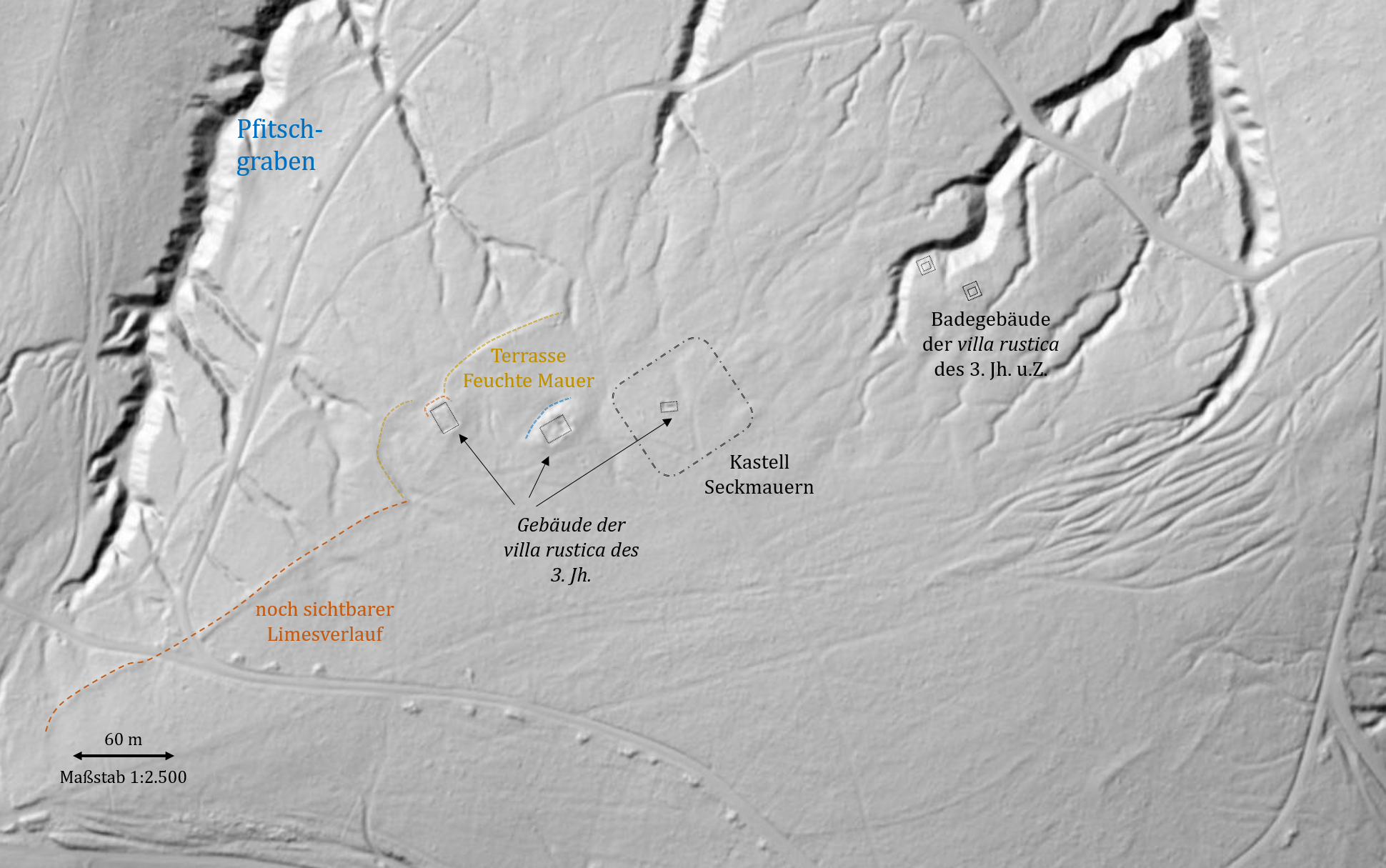
Reliefdaten um das Kastell Seckmauern. Eingezeichnet sind die noch sichtbaren römischen Bodenstrukturen um das Kastell

Das Kastell Seckmauern (auch Erdkastell Wörth) war ein römisches Numeruskastell, das zu der älteren Odenwaldlinie des Neckar-Odenwald-Limes gehörte.

## Lage

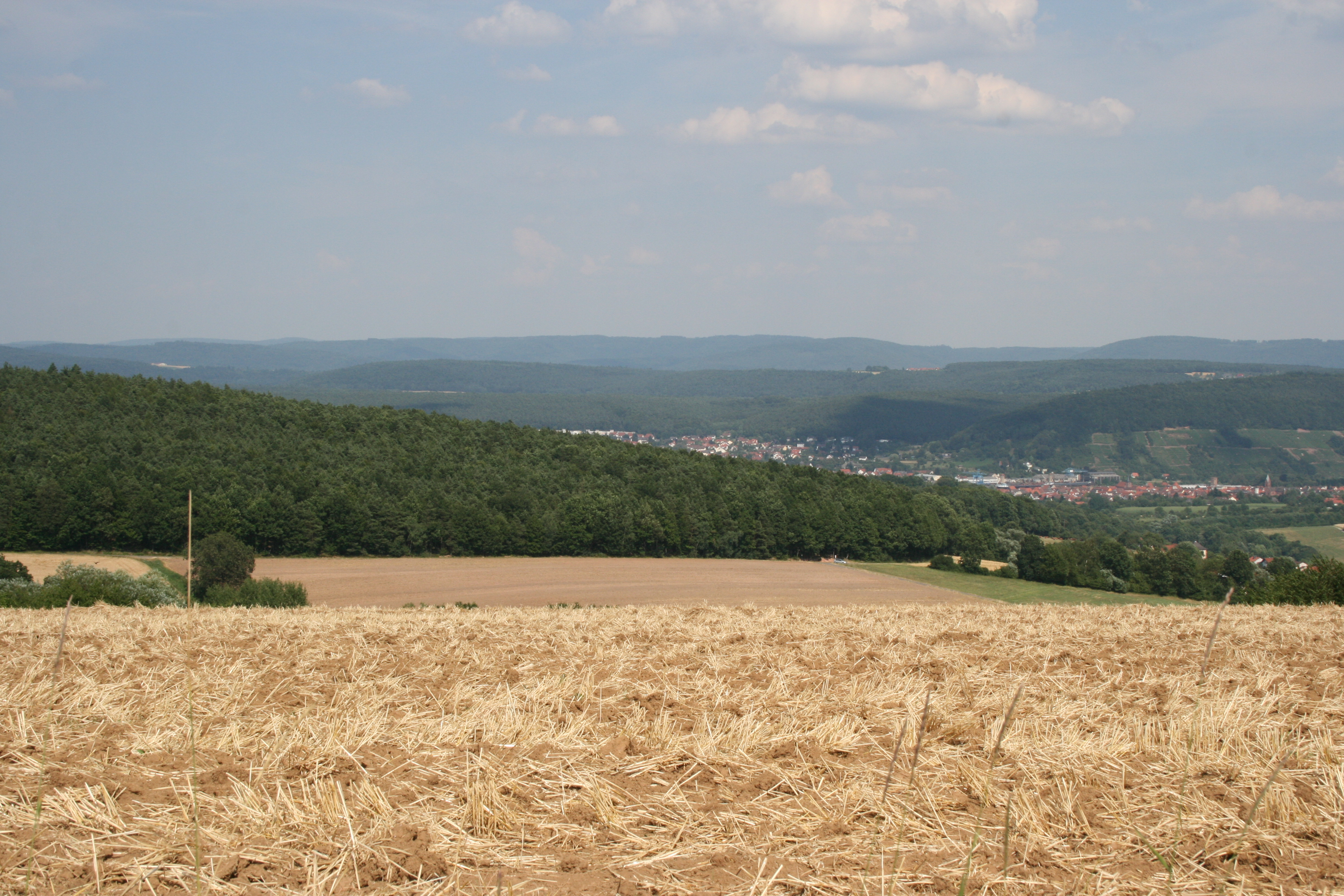
Blick oberhalb (nordwestlich) der Ortschaft Seckmauern in das Maintal bei Wörth und Erlenbach. Der Odenwaldlimes verläuft auf dem bewaldeten Höhenzug im Vordergrund, an dessen östlichen Ausläufern (im Bild rechts) befand sich das Kastell Seckmauern.

Das heutige Bodendenkmal ist nach Seckmauern benannt, einem Ortsteil der Gemeinde Lützelbach im Odenwaldkreis in Hessen. Zwar liegt das Kastell sehr nahe dieser Ortschaft, nicht aber in deren Gemarkung, sondern etwa 200 bis 300 Meter jenseits der bayerischen Landesgrenze auf dem Gebiet der Stadt Wörth am Main im Landkreis Miltenberg.
Das Kastell befindet sich gut einen Kilometer nördlich des Ortszentrums von Seckmauern (bzw. drei Kilometer westlich des Stadtzentrums von Wörth) auf einem bewaldeten Höhenzug östlich des oberen Endes des „Pfitschengrabens“, eines schluchtartig eingetieften Waldtals, das eine direkte Verbindung zum Main herstellt. Kastell Seckmauern ist der nördlichste gesicherte Punkt der älteren Limeslinie im Odenwald.
Heutzutage ist das Kastell nur noch für das geübte Auge als schwaches Plateau im Gelände wahrnehmbar. Die im engeren Umkreis anzutreffenden antiken Bauschutthaufen und herum liegenden einzelnen Steine gehören hingegen zu drei nachkastellzeitlichen Gebäuden einer Villa rustica westlich des Militärlagers. Auf alten bayerischen Karten wird das Gebiet des Kastells – fälschlich – als Rote Schanze bezeichnet, die sich westlich davon befindlichen Gebäudeteile der Villa rustica als Flur Alter Schlag ausgewiesen.

## Forschungsgeschichte
Das Kastell Seckmauern wurde 1901 von Eduard Anthes, dem Streckenkommissar der Reichs-Limeskommission (RLK) entdeckt, als er den nördlichen Abschluss des Odenwaldlimes bzw. dessen Anschluss an die Mainlinie des Obergermanisch-Raetischen Limes suchte. Zwar waren bereits in den 1870er und 1880er Jahren erste Nachforschungen in dem „Feuchte Mauer“ genannten Gelände, in dem man eine Wüstung vermutet hatte, vorgenommen worden, jedoch waren diese recht glücklos und zudem ungenügend dokumentiert geblieben. Die archäologischen Ausgrabungen der Kommission schließlich förderten ein Holz-Erde-Kastell mit Fachwerkbauten im Innenraum zu Tage, die aber nur ansatzweise freigelegt, identifiziert und dokumentiert werden konnten.

## Befunde
Das römische Militärlager hatte die Form eines leicht verschobenen Rechtecks. Die Seitenlängen betrugen 73,75 m an der Prätorialfront, 70 m an der Dekumanfront und jeweils 84,80 m an den Flanken. Damit bedeckte es eine Fläche von etwa 6000 m². Die Fortifikation war ein reines Erdwerk, zu dessen Befestigung nur Erde, Grassoden und Holz verwendet wurden. Als Annäherungshindernis diente ein Spitzgraben, dessen durchschnittliche Breite 7,20 m betrug und dessen Tiefe zwischen 2,00 m und 2,67 m schwankte. Vor der Porta Praetoria (Haupttor) war der Graben auf einer Länge von neun Meter, vor der Porta Decumana (rückwärtiges Tor) auf einer Länge von vier Metern unterbrochen. Auf der Innenseite des Grabens folgte, nach einer etwa einen Meter breiten Berme die hölzerne Palisade. Hinter dieser schließlich befand sich ein fünf bis sechs Meter breiter Erdwall. An den abgerundeten Ecken der Umwehrung konnten keine Türme festgestellt werden. Das Kastell besaß insgesamt vier Tore und war mit seiner Prätorialfront nach Süden, zum Limes hin ausgerichtet, der das Lager in etwa 250 m Entfernung passierte. An den Toren werden flankierende Wachtürme oder aber Torbauten vermutet. Im rückwärtigen Teil des Lagers konnten noch einige wenige Spuren von Contubernien festgestellt werden, deren genauere Untersuchung und Dokumentation aufgrund des Zeitdrucks, unter dem die Grabung der Kommission stattfand, jedoch unterbleiben musste.
Ein in der Mitte des Kastells entdecktes, 12,6 m langes Fachwerkgebäude gehörte nicht zum Lager, sondern zu einer erst in der zweiten Hälfte des 2. Jahrhunderts auf dem Gelände errichteten und bis ins 3. Jahrhundert bewohnten Villa rustica. Dasselbe gilt für die Steinbauten jeweils etwa 100 Meter westlich und nordöstlich des Kastells. Bei letzterem handelt es sich um das aus fünf Räumen bestehende, im Blocktypus errichtete und von nur einem Praefurnium aus beheizte Badegebäude der Villa.

Lage des Kastells (1901)
Kastellgrundriss (Grabung 1901)
Profile der Kastellgräben (Grabung 1901)

## Geschichte
Das Kastell wurde in trajanischer Zeit errichtet und bot einem Numerus, einer Auxiliartruppen-Einheit von etwa 160 Mann, Platz. Über den Truppenteil ist nichts bekannt. Bereits zu hadrianischer Zeit (117 bis 138) muss das Lager schon wieder verlassen gewesen sein, da die in dieser Epoche erbaute Limespalisade mitten durch das Lager führt. Möglicherweise wurde das Kastell Seckmauern durch das Kastell Wörth ersetzt.
Vom Kastell selbst ist im Gelände so gut wie nichts mehr zu sehen, die Baureste der nachkastellzeitlichen Villa rustica hingegen heben sich noch als Erdhügel von der Umgebung ab. Nach dem Bericht von Ernst Fabricius wurde in den Terrassenresten der Villa rustica „Feuchte Mauer“ ein Aureus Vespasians gefunden.

## Limesverlauf zwischen den Kastellen Seckmauern und Lützelbach
Wenige hundert Meter südwestlich des Kastells Seckmauern kreuzt der Limesverlauf die heutige Grenze zwischen Bayern und Hessen. Nur kurz dahinter befindet sich der erste archäologisch nachgewiesene Wachtturm des Odenwaldlimes (Wp 10/5), von dem jedoch heute nichts mehr zu sehen ist. Von dort aus zieht der Limes in sanftem Bogen in südwestliche Richtung durch hauptsächlich agrarisch genutztes Gelände zum Kastell Lützelbach empor. Insgesamt beträgt der Höhenunterschied zwischen den Kastellen Seckmauern und Lützelbach rund 50 Meter. Auf Luftbildern zeichnet sich direkt nördlich der zwischen Wp 10/6 und Wp 10/7 kreuzenden Landesstraße L3259 der Limesverlauf noch ab.
| ORL     | Name/Ort                                                                   | Beschreibung/Zustand |
| ------- | -------------------------------------------------------------------------- | --- |
| ORL 46b | Kastell Seckmauern 49° 48′ 0,43″ N, 9° 6′ 59,62″ O                         | siehe oben |
| Wp 10/4 | „Bei der feuchten Mauer“                                                   | Vermutete, jedoch nicht archäologisch nachgewiesene Turmstelle unmittelbar im Bereich des Kastells Seckmauern. Sollte sie existiert haben, kann sie erst nach Auflassung des Kastells errichtet worden sein. |
| Wp 10/5 | „Auf der Seckmaurer Höhe“ 49° 47′ 47,3″ N, 9° 6′ 30,15″ O                  | 1876 vom Seckmaurer Pfarrer Seeger entdeckter und 1883 von der Reichs-Limeskommission unter Wilhelm Conrady ausgegrabener, quadratischer Steinturm von 6,80 m Seitenlänge. Die Ausgrabungsergebnisse der Kommission wurden im September 2007 durch geophysikalische Untersuchungen bestätigt. Der Turm befand sich in einer sehr günstigen Position: von hier aus reichte der Blick weit ins Maintal und im Süden bis zum Wp 10/11 „Auf der Sellenplatte“. Früher war die Stelle noch an einem flachen Schutthügel zu erkennen, heute sind nur noch vereinzelte, lose im Gelände herum liegende Steine auszumachen. |
| Wp 10/6 | „Im Hannsbatzenfeld“ Koordinaten Wp 10/6: 49° 47′ 29,75″ N, 9° 5′ 56,12″ O | Lange Zeit nur auf Grund der topographischen Gegebenheiten und der durchschnittlichen Entfernung zwischen jeweils zwei Wachttürmen vermutete, jedoch nicht archäologisch nachgewiesene Turmstelle. Im Jahre 2004 konnte die Stelle bei einer Geländebegehung festgestellt und 2007 durch eine geophysikalische Prospektion bestätigt werden. Die Messungen zeigten die Strukturen einer aus zwei Holztürmen und einem Steinturm bestehenden Turmstelle. Die beiden Holztürme waren von kreisförmigen Gräben umgeben. Der Außendurchmesser des südwestlich gelegenen Grabens betrug 17,5 m bei einer Grabenbreite zwischen 2,0 m und 2,5 m. Der nordöstliche Graben durchmaß 18,5 m bei einer Grabenbreite von drei Metern. Zwischen den beiden Holztürmen, etwa 10 Meter vom nordöstlichen und etwa sieben Meter vom südwestlichen Holzturm entfernt ließ sich ein Steinturm ausmachen, dessen Seitenlänge sich zwischen 5,0 m und 5,5 m bewegte. Die nördlichere vermessene Holzturmstelle zeigte nach Süden im Innern eine dunkle Messzone, die als ausgedehnte Brandspur definiert wird. Demnach ist dieser erste Turm abgebrannt und wurde durch den zweiten südlicheren Holzturm ersetzt, ehe mittig der Steinturm errichtet wurde. Am zweiten Holzturm fand sich östlich eine weitere halbkreisförmige Spur (vgl. das Prospektionsfoto), die als zusätzliche Umwehrung in Form eines Holzzauns interpretiert wird, wie sie beim Wp 10/8 „Im Lützelbacher Bannholz“ bei den Ausgrabungen nachgewiesen wurde. Da die Turmstelle sich tatsächlich in einer etwas anderen Lage befindet, als ursprünglich vermutet worden war, nämlich ungefähr mittig zwischen Wp 10/5 und Wp 10/7, erscheinen die einst postulierten zusätzlichen Wachtürme Wp 10/6a und Wp 10/6b durch die neuen Untersuchungen als unwahrscheinlich. |
| Wp 10/7 | „Im Hoffeld“ 49° 47′ 10,25″ N, 9° 5′ 38,39″ O                              | Von der Reichs-Limeskommission wurde ein quadratisches Mauerfundament mit einer Seitenlänge von 5,60 m festgestellt. Geophysikalische Messungen im Jahre 2005 wiesen zudem einen älteren Holzturm nach, der von einem Kreisgraben umgeben war, dessen Breite 2,0 m bis 2,5 m betrug. Heute sind in dem stark von landwirtschaftlicher Nutzung betroffenen Gelände nur noch vereinzelte Steine zu sehen. |
| ORL 46  | Kastell Lützelbach 49° 46′ 46″ N, 9° 5′ 19″ O                              | → Hauptartikel : Kastell Lützelbach |

## Denkmalschutz

Keramikfunde
(Grabung 1901)

Das Kastell Seckmauern und die anschließenden Limesbauwerke sind Bodendenkmale nach dem Bayerischen Denkmalschutzgesetz (BayDSchG). Nachforschungen und gezieltes Sammeln von Funden sind genehmigungspflichtig, Zufallsfunde an die Denkmalbehörden zu melden.